# Джоджо, Неманья
Неманья Джоджо (серб. Nemanja Džodžo; род. 12 декабря 1986, Нови-Сад) — сербский футболист, вратарь.

## Карьера
Начинал карьеру в белградском клубе «Борча». Также выступал в Бельгии за команду «Шарлеруа». В 2012 году стал игроком казахстанского «Кайсара», а через год перешёл в павлодарский «Иртыш».